# 幌泉郡
幌泉郡（日语：／ Horoizumi gun */?）為日本北海道日高振興局的郡，位於日高振興局東部。
郡名來自於阿伊努語的「poro-enrum」（大海岬）或「pon-enrum」（小海岬）。

## 轄區
轄區包含1町：
- 襟裳町

## 沿革

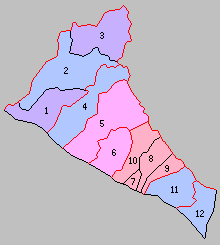
北海道一・二級町村制施行時幌泉郡下辖町村（12.幌泉村）

- 1869年8月15日：北海道設置11國86郡，日高國幌泉郡成立。
- 1897年11月：北海道實施支廳制，幌泉郡隸屬浦河支廳之管轄，此時幌泉郡下轄幌泉村、近呼村、笛舞村、歌別村、油駒村、歌露村、小越村、庶野村、猿留村。[2]（9村）
- 1906年4月1日：幌泉村、近呼村、笛舞村、歌別村、油駒村、歌露村、小越村、庶野村、猿留村合併為幌泉村，並成為北海道二級村。(1村)
- 1932年：浦河支厅改名為日高支廳。
- 1943年6月1日：北海道一級二級町村制廢止，幌泉村改為內務省指定村。
- 1946年10月5日：指定町村制廢止。
- 1959年1月1日：幌泉村改制為幌泉町。(1町)
- 1970年10月1日：幌泉町改名為，漢字名稱為襟裳町。